# Solok
Solok – miasto w Indonezji na wyspie Sumatra w prowincji Sumatra Zachodnia.
Współrzędne geograficzne 0°48′S 100°39′E/-0,800000 100,650000; powierzchnia 58,7 km²; 76 tys. mieszkańców (2022). 
Leży u podnóża gór Barisan na południe od jeziora Singkarak. Ośrodek handlowy regionu rolniczego (uprawa ryżu, kawowca, tytoniu); węzeł drogowy.